# Cliffie Stone
Pour les articles homonymes, voir Stone.
Clifford Gilpin Snyder (1er mars 1917 – 16 janvier 1998), mieux connu par son nom de scène Cliffie Stone, est un chanteur, musicien, réalisateur artistique, animateur de radio et animateur de télévision américain qui fut un pivot dans le développement prospère de la scène country californienne au sortir de la Seconde Guerre mondiale avec une carrière qui dura six décennies. Il fut introduit au Country Music Hall of Fame en 1989 ainsi qu'au Country Music DJ Hall of Fame.

## Singles classés dans les charts américains
| Année | Single                                                                                  | Positions dans les charts | Positions dans les charts |
| Année | Single                                                                                  | US Country                | US                        |
| ----- | --------------------------------------------------------------------------------------- | ------------------------- | ------------------------- |
| 1947  | "Silver Stars, Purple Sage, Eyes of Blue"                                               | 4                         | —                         |
| 1948  | "Peepin' Thru the Keyhole (Watching Jole Blon)" (Cliffie Stone and His Barn Dance Band) | 4                         | —                         |
| 1948  | "When My Blue Moon Turns to Gold Again"                                                 | 11                        | —                         |
| 1955  | "The Popcorn Song"                                                                      | —                         | 14                        |

### En collaboration avec un autre artiste
| Année | Single             | Artiste                                       | Positions dans les charts |
| Année | Single             | Artiste                                       | US Country                |
| ----- | ------------------ | --------------------------------------------- | ------------------------- |
| 1966  | "Little Pink Mack" | Kay Adams (en) (avec The Cliffie Stone Group) | 30                        |